# Lago di Osiglia (area protetta)
Lago di Osiglia è un sito di interesse comunitario della Regione Liguria, nell'ambito della Direttiva 92/43/CEE (Direttiva Habitat), designato inoltre come Zona Speciale di Conservazione. Comprende un'area di 409 ettari nel territorio del comune di Osiglia, in provincia di Savona.

## Territorio

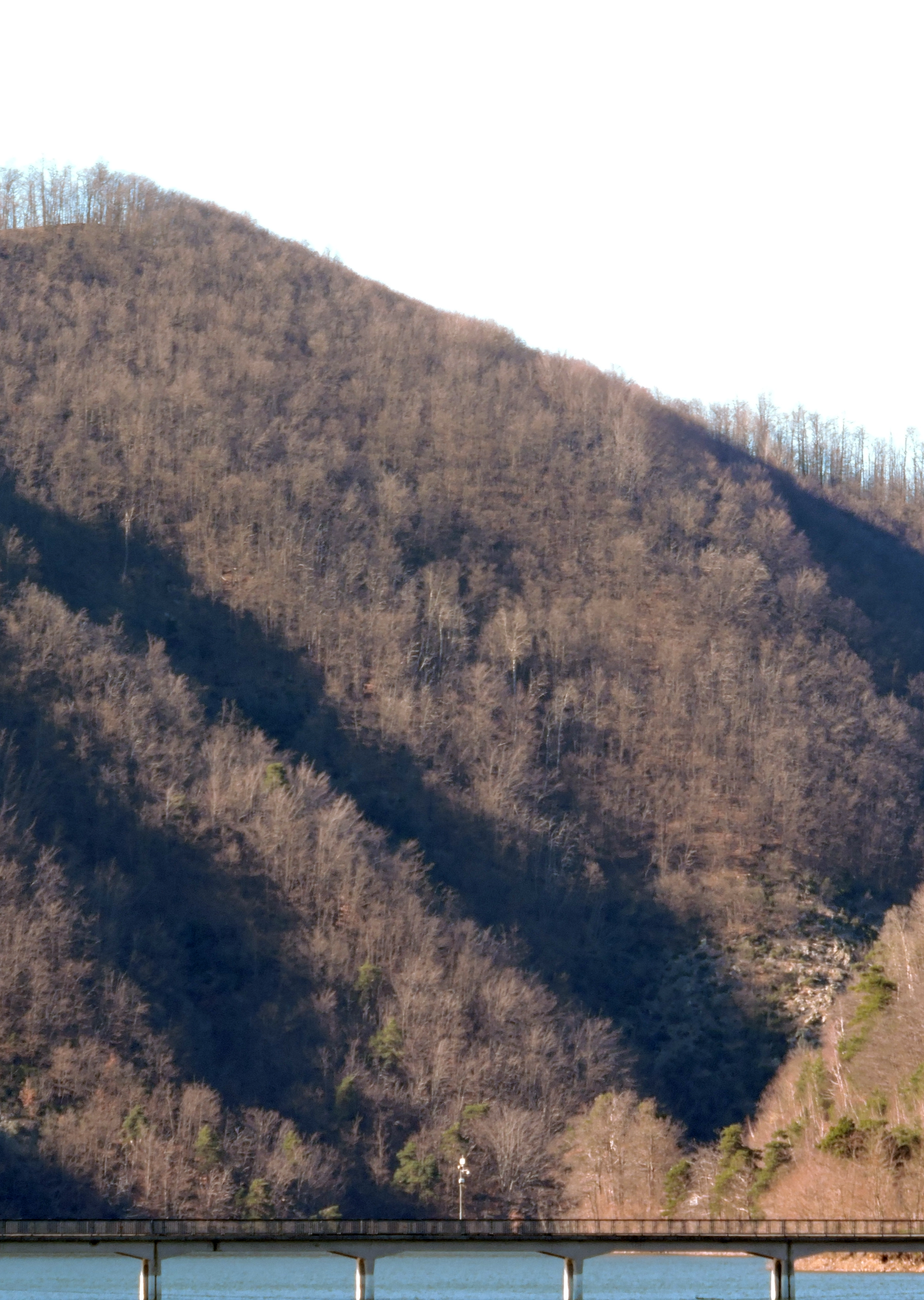
I boschi che circondano il lago

Il SIC comprende l'area circostante all'omonimo lago artificiale, realizzato nel 1939. Si tratta dei versanti boschivi dei rilievi che costituiscono la conca lacustre, drenati da vari corsi d'acqua che si gettano nel lago. A livello litologico la zona comprende parecchie tipologie di rocce sia di origine sedimentaria, come conglomerati e arenarie, sia metamorfica, come micascisti e filladi, sia magmatica, come porfidi e rioliti.

## Flora e vegetazione

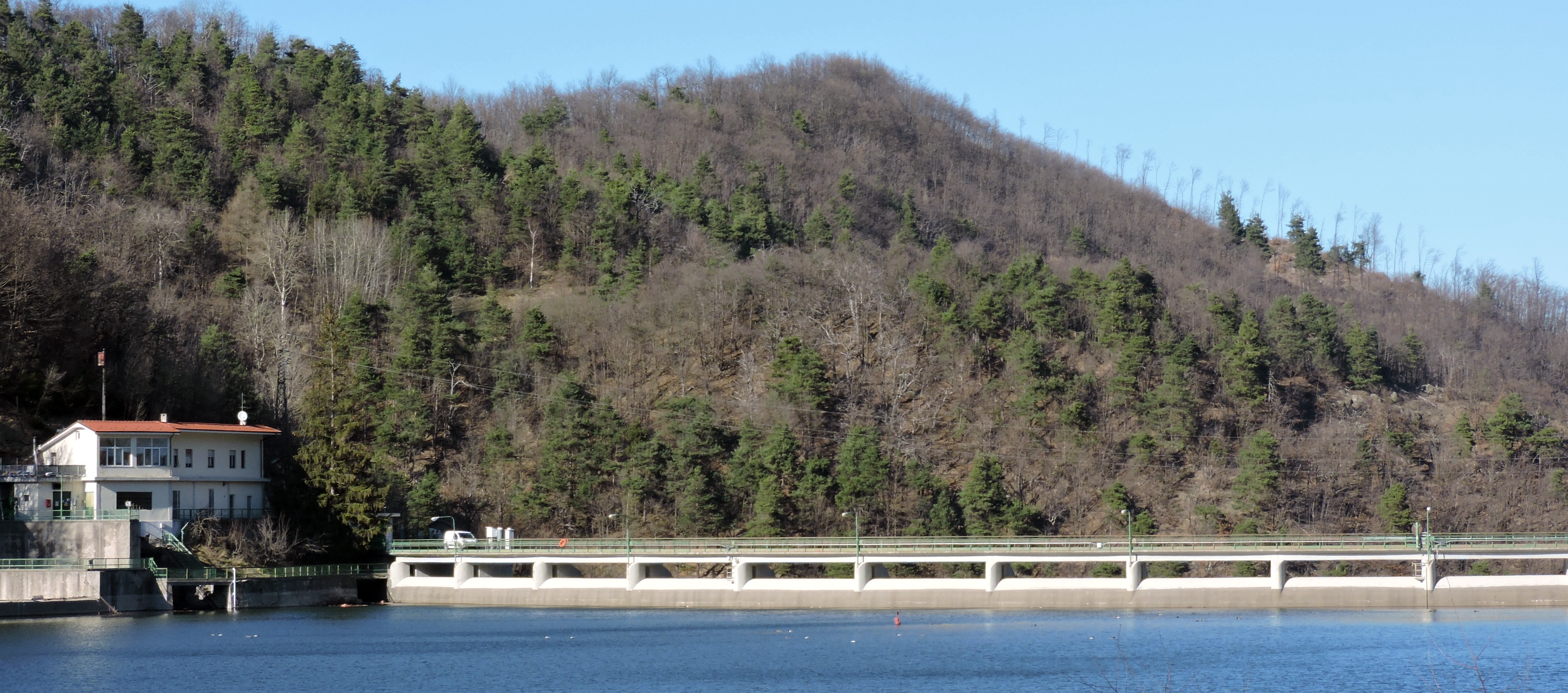
Vista della diga con sullo sfondo un'area a conifere

Nel SIC/ZSC prevalgono i boschi, sia di latifoglie (in particolare faggete e castagneti), sia di conifere (tra le quali prevale il pino silvestre). Di particolare valore ambientale sono le zone di vegetazione riparia che si conservano negli impluvi percorsi dagli affluenti del lago.

## Fauna
L'area lacustre è importante soprattutto per gli uccelli acquatici, in particolare gli anatidi, e nel SIC sono state segnalate circa una quarantina di specie ornitiche protette. Tra gli invertebrati si può ricordare la presenza nel sito del raro carabide Carabus vagans. Tra le varie misure di conservazione previste per l'area protetta c'è quella di garantire la presenza di un certo numero di alberi morti o deperienti per ettaro, in modo da assicurare la presenza di un habitat adeguato per gli insetti xilofagi con lunghi periodi di sviluppo larvale. Una particolare attenzione viene inoltre prestata agli eventuali interventi che possano interessare le coste del lago, perché ne venga il più possibile ridotto l'impatto sull'habitat degli uccelli acquatici.

## Attività
La zona attorno al lago è percorsa da vari itinerari escursionistici, tra i quali quello di collegamento con il Colle del Melogno. Lo specchio d'acqua costituisce una riserva di pesca, ed è inoltre frequentato dagli appassionati di canoa.